# Adolfo
Adolfo es un nombre propio masculino.

## Etimología
De origen germánico, el nombre Adolfo significa Lobo, noble. Guerrero de noble estirpe.

## Santoral
27 de septiembre: San Adolfo, mártir en Córdoba en el año 852.

## Variantes
- Hipocorísticos: Adi, Fito, Olfo, Alfo, Ado, Chopo, Fo, Fofito,Ofo, Añolfo, Afolito, Afolo
- Femeninos: Adolfa, Adolfina.

### Variantes en otros idiomas
| Español    | Adolfo                      |
| Alemán     | Adolf, Adolphus             |
| Asturiano  | Dolfu                       |
| Búlgaro    | Адолф (Adolf)               |
| Catalán    | Adolfo                      |
| Checo      | Adolf                       |
| Corso      | Adolfu                      |
| Danés      | Adolf                       |
| Eslovaco   | Adolf                       |
| Esloveno   | Adolf                       |
| Esperanto  | Adolfo                      |
| Euskera    | Adolba                      |
| Finlandés  | Aadolf                      |
| Francés    | Adolphe                     |
| Gallego    | Adolfo                      |
| Griego     | Αδόλφος (Adólfos, Adólphos) |
| Gótico     | Ataúlfo                     |
| Húngaro    | Adolf                       |
| Inglés     | Adolph, Dolph               |
| Islandés   | Adolf                       |
| Italiano   | Adolfo                      |
| Latín      | Adolfus, Adolphus           |
| Letón      | Ādolfs                      |
| Lituano    | Adolfas                     |
| Neerlandés | Adolf                       |
| Noruego    | Adolf                       |
| Polaco     | Adolf                       |
| Portugués  | Adolfo                      |
| Rumano     | Adolf                       |
| Ruso       | Адольф (Adol'f)             |
| Serbio     | Адолф (Adolf)               |
| Sueco      | Adolf                       |
| Ucraniano  | Адольф (Adolf)              |

## Personas
- Adolf Dassler
- Adolf Hitler
- Adolf Maislinger
- Adolfo Aguilar
- Adolfo Aguilar Zínser
- Adolfo Alonso Ares
- Adolfo Bautista
- Adolfo Cano
- Adolfo Castillo Meza
- Adolfo Celi
- Adolfo de la Huerta
- Adolfo Domínguez
- Adolfo Carpió Llamas
- Adolfo Ernst, botánico y zoólogo venezolano-alemán.
- Adolfo Félix Loustaunau
- Adolfo Fernández Díaz
- Adolfo Giráldez y Peñalver
- Adolfo Guzmán Arenas
- Adolfo López Mateos
- Adolfo Perotti
- Adolfo Ríos
- Adolfo Rodríguez Saá
- Adolfo Ruiz Cortines
- Adolfo Sarasqueta
- Adolfo Suárez
- Ataúlfo
- Gustavo Adolfo Palma
- Gustavo Adolfo Bécquer